# Hilde Heim

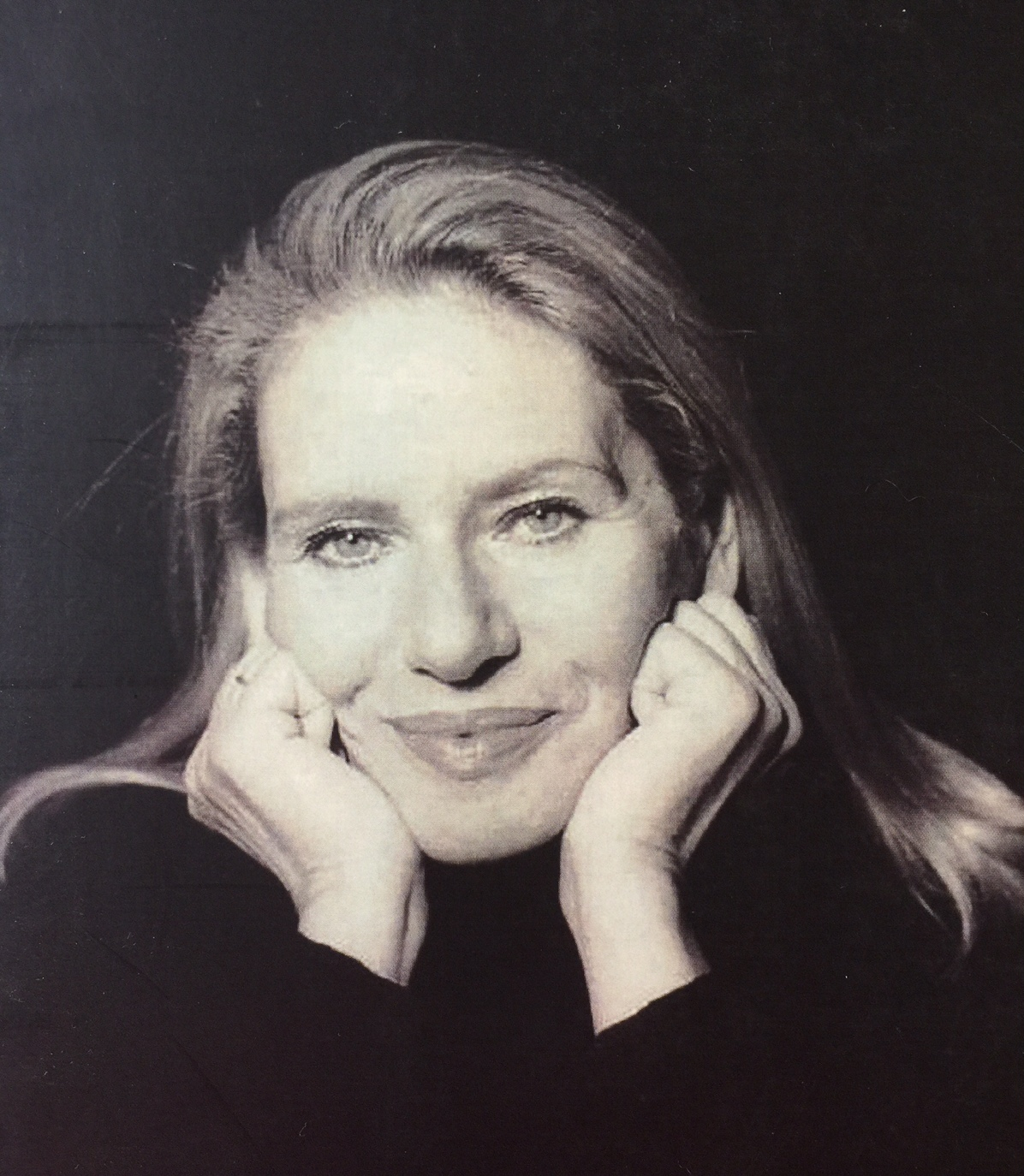
Hilde Heim

Hilde Heim-Buchmann (* 20. Juni 1950 in Lauterbach; † 31. März 2010 in Berlin) war eine deutsche Filmemacherin, freie Fernsehjournalistin, Autorin, Regisseurin und Moderatorin.

## Leben
Heim studierte Germanistik und Mediengeschichte an der TU Berlin. Ab 1988 arbeitete sie als Fernsehjournalistin für ARD, Deutsche Welle (international) und ARTE. Für diese Sender produzierte sie 65 Dokumentarfilme und einige Magazinbeiträge, unter anderem für die Tagesthemen. Sie drehte ARD-Dokumentarfilme über Heide Simonis, ehemalige Ministerpräsidentin von Schleswig-Holstein, Ignatz Bubis, ehemaliger Vorsitzender des Zentralrat der Juden in Deutschland, Ute Ohoven, Sonderbotschafterin der UNESCO, oder den Tennisspieler Michael Stich. Außerdem arbeitete sie für die ARD-Reihe höchstpersönlich im ersten Programm. Dort entstanden Porträts von ihr über Mario Adorf, Milli Bau, Hildegard Knef, Harald Juhnke, James Last, Sabine Christiansen, Karin Baal, Isa Gräfin von Hardenberg und viele andere.
Sie war Moderatorin der Talkshows 3 nach 9 (Radio Bremen) und Riverboat beim MDR.
Für eine Sozial-Reportage im Berliner Magazin zitty erhielt sie 1985 einen Journalistenpreis vom Deutschen Familienverband. 1988 wurde ihr Buch Zu kurz gekommen. Über Mythos und Realität kleiner Menschen veröffentlicht.
Ihr Dokumentarfilm über den Künstler Dietmar Buchmann, Der Maler Dietmar Buchmann – Die Dinge hinter dem Sein, wurde 2007 auf dem Filmfestival in Prag gezeigt.
Die Filmemacherin erstellte im Auftrag von ARTE eine 45-minütige Dokumentation über die Star-Fotografin GABO erstellt. Der Film wurde am 13. Juli 2008 unter dem Titel Herrin des Lichts – GABO gesendet und erhielt überaus positive Kritiken, z. B. in epd medien vom 23. Juli 2008 Nr. 58.
Ein Fernsehportrait über die Bischöfin Margot Käßmann sendete die ARD am 31. Mai 2008. Am 8. November 2008 wurde in der ARD eine halbstündige Dokumentation über den Fernsehkoch Horst Lichter ausgestrahlt.
Den Gedichtband Himmelsfetzen veröffentlichte sie im Mai 2008 als Book on Demand.
2009 drehte Heim eine ARTE-Fernsehdokumentation über den Schweizer Schriftsteller Martin Suter. Sie wurde am 10. Januar 2010 auf ARTE erstausgestrahlt.
Hilde Heim lebte mit ihrem Mann, dem Künstler und Filmemacher Dietmar Buchmann, in Berlin.